# Werner Tübke

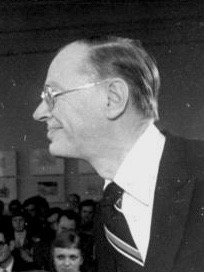
Werner Tübke (1980)

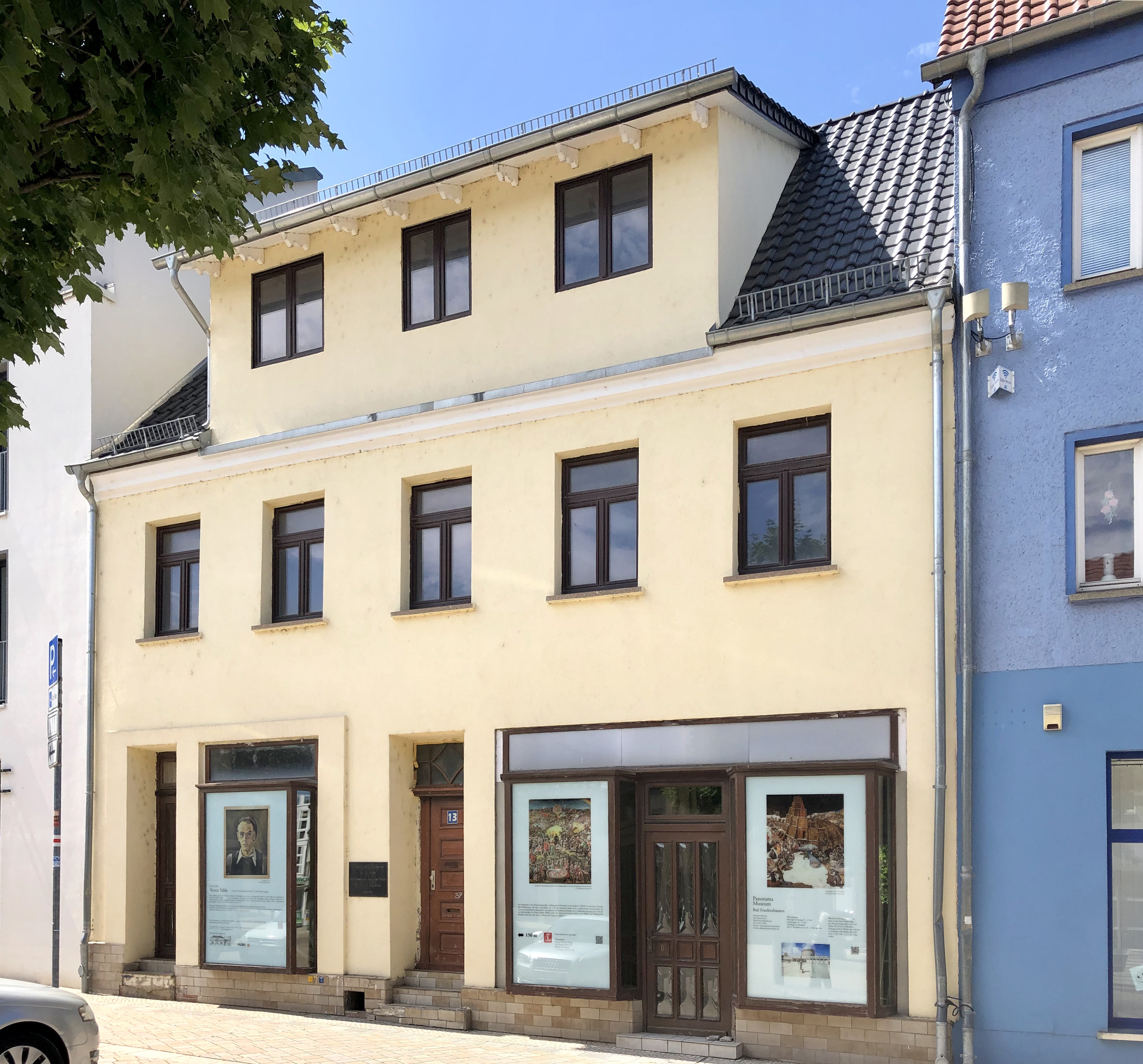
Geburtshaus von Tübke in Schönebeck (Elbe)

Werner Tübke (* 30. Juli 1929 in Schönebeck (Elbe); † 27. Mai 2004 in Leipzig) war ein deutscher Maler und Graphiker. Er war einer der bedeutendsten Maler der DDR und gehörte mit Bernhard Heisig, Wolfgang Mattheuer und Heinz Zander zur sogenannten Leipziger Schule. Tübke wurde vor allem durch das Bauernkriegspanorama in Bad Frankenhausen über die Bauernkriege im 16. Jahrhundert populär.

## Leben
Werner Tübke war der Sohn einer Kaufmannsfamilie. Er besuchte die Volksschule in Schönebeck und ab 1939 das örtliche Realgymnasium. Ab 1940 erhielt er privaten Zeichenunterricht in Magdeburg beim Maler Karl Friedrich. Den Zweiten Weltkrieg erlebte er als Heranwachsender, das Kriegsende eher unspektakulär. Während des Einmarsches der US-Amerikaner im April 1945 „malte [er] im väterlichen Garten Pflanzenaquarelle sehr sorgfältig“. Zu einer einschneidenden Erfahrung wurde dagegen seine mehrmonatige Inhaftierung von Dezember 1945 bis September 1946 durch die Sowjetische Besatzungsmacht. Tübke wurde zu Unrecht verdächtigt, einen Mordanschlag auf einen sowjetischen Soldaten verübt zu haben.
Nach einer Malerlehre, dem Besuch der Handwerksmeisterschule in Magdeburg sowie der Nachholung des Abiturs 1946/47 studierte Werner Tübke von 1948 bis 1950 an der Hochschule für Grafik und Buchkunst (HGB) in Leipzig. Besonderen Einfluss übte dabei die Künstlerin Katharina Heise auf ihn aus, deren Schönebecker Kreis er angehörte. 1950 wechselte er zum Studium der Kunsterziehung ans Caspar-David-Friedrich-Institut der Ernst-Moritz-Arndt-Universität Greifswald, das er 1953 mit dem Staatsexamen abschloss.
Nach einer Tätigkeit 1953/54 als wissenschaftlicher Mitarbeiter am Zentralhaus für Volkskunst in Leipzig war er von 1954 bis 1956 und von 1957 bis 1963 als freischaffender Künstler tätig. Von 1956 bis 1957 arbeitete er zwischenzeitlich als wissenschaftlicher Oberassistent an der HGB Leipzig, bevor er aus kunstpolitischen Gründen entlassen wurde. 1958 konnte er als Sieger eines Wettbewerbes das Hotel „Astoria“ in Leipzig mit seiner ersten größeren Arbeit, den Wandbildern Die fünf Kontinente, gestalten. Die Zeit um 1960 war von wachsender Anerkennung für sein Werk bestimmt. Tübke begann in künstlerischen Leitungsgremien Leipzigs mitzuwirken. Er heiratete 1960 die Malerin Angelika Tübke geb. Hennig. Anschließend bereiste er ein Jahr lang die Sowjetunion, u. a. den Kaukasus und die mittelasiatischen Republiken.
Nach seiner Rückkehr wurde er wieder als Oberassistent in Leipzig eingestellt und 1964 zum Dozenten berufen. In den folgenden Jahren verarbeitete er in mehreren Gemälden des Zyklus Lebenserinnerungen des Dr. jur. Schulze das Grauen der NS-Herrschaft, insbesondere deren ungenügende Aufarbeitung in Westdeutschland. Sein sinnbildreicher, geradezu symbolistischer Stil mit vielen Rückbezügen auf die Renaissance-Malerei stieß auf heftige Kritik von offizieller Seite. Seine Entlassung im Jahre 1968 wurde nur durch den Protest seiner Studenten verhindert. Zwischen 1970 und 1973 gestaltete er das Wandbild Arbeiterklasse und Intelligenz am Rektoratsgebäude der Karl-Marx-Universität zu Leipzig. Während dieser Zeit reiste er zweimal nach Italien, studierte die Renaissance- und Barock-Malerei und errang mit seiner dortigen Einzelausstellung, der ersten außerhalb des Ostblocks, auch internationale Anerkennung (so z. B. Goldmedaille der Grafikbiennale von Florenz).
1972 wurde er zum Professor ernannt, von 1973 bis 1976 war er Rektor der Hochschule für Grafik und Buchkunst Leipzig. Während seiner Lehrtätigkeit wirkte er auf viele seiner Schüler prägend, z. B. Ulrich Hachulla, Arno Rink, Wolfgang Peuker, Erich Kissing, Dietrich Wenzel und Eva-Maria Bergmann. In dieser Zeit gestaltete er unter anderem das Polyptychon Der Mensch – das Maß aller Dinge für die Galerie im Palast der Republik. 1976 wurde er geschieden und heiratete ein drittes Mal. Tübke arbeitete nun wieder freiberuflich, bereiste viele Länder Europas, diesseits wie jenseits des Eisernen Vorhanges, wobei Italien immer wieder seine Aufmerksamkeit auf sich zog. 1976 begann er mit der Arbeit an seinem Opus magnum: dem Frankenhausener Bauernkriegspanorama. Das gigantische Rundgemälde von 14 Metern Höhe und 120 Metern Umfang mit dem offiziellen Titel Frühbürgerliche Revolution in Deutschland wurde im Auftrag des DDR-Kulturministeriums in Erinnerung an den Deutschen Bauernkrieg geschaffen, in dessen revolutionärer Tradition man sich sah. Elf Jahre (mit Unterbrechungen) sollten Tübke und seine Assistenten, zu denen auch Matthias Steier gehörte, für dessen Verwirklichung benötigen.

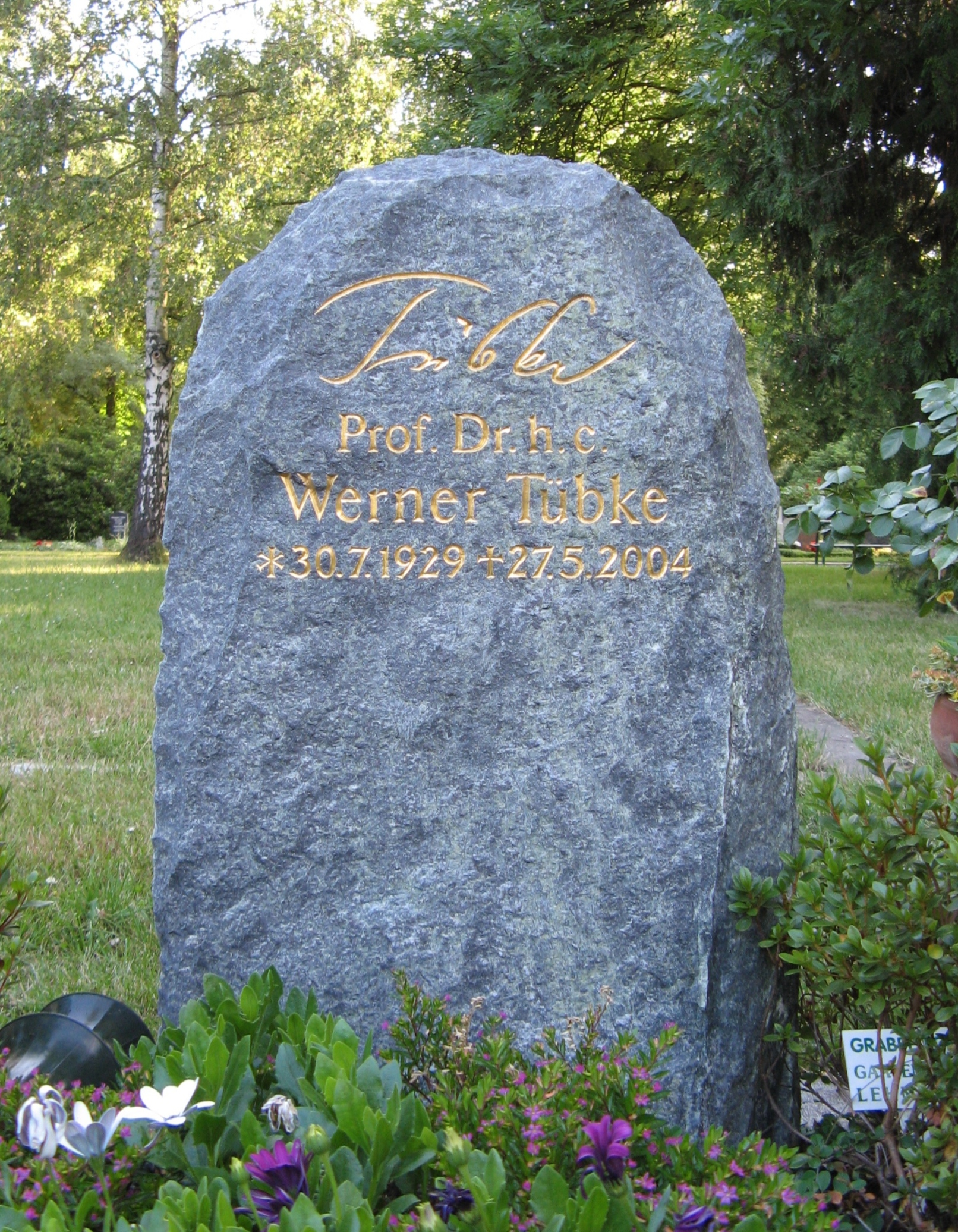
Grabstein Tübkes auf dem Leipziger Südfriedhof

Dennoch reiste er weiterhin viel, nahm 1977 an der Documenta teil, wurde in West und Ost vielfach ausgezeichnet, begegnete u. a. Ernst Fuchs, Giorgio de Chirico, Rudolf Hausner und Martin Walser. Das Bauernkriegs-Opus wurde 1987 vollendet und 1989 eingeweiht. 1988 bereiste er zum ersten Mal die USA. Die unruhigen Wende-Jahre verarbeitete er in Bildern wie Herbst ’89 (1990) und Verwirrung (1991) und reflektierte seine eigene Vergangenheit 1993 in Der alte Narr ist tot. Während der 1990er Jahre gestaltete er noch zwei größere Werke: das Bühnenbild und die Kostüme zu Giancarlo del Monacos Inszenierung von Webers Freischütz in Bonn 1993 sowie den Flügelaltar von St. Salvatoris zu Clausthal-Zellerfeld im Oberharz, aufgrund der explizit religiösen Motivik vielfach als eines seiner intimsten Werke angesehen. 1997 erkrankte Tübke schwer. Seiner Genesung 1998 folgten letzte Reisen, vor allem nach Italien. Nach abermaliger Erkrankung verstarb er am 27. Mai 2004 in Leipzig.
Tübke war ab 1976 in dritter Ehe mit der Rechtsanwältin Brigitte Tübke-Schellenberger verheiratet. Er hatte drei Kinder, darunter die Malerin und Grafikerin Claudia Tübke (* 1954) aus seiner ersten Ehe mit der Kunststudentin Anneliese Heer (1952–1959) und den Fotografen Albrecht Tübke (* 1971) aus seiner zweiten Ehe mit der Malerin Angelika Tübke. Sein Lebenswerk stiftete Tübke testamentarisch dem Germanischen Nationalmuseum, ausgestellt werden seine Werke in einer Dauerausstellung in seinem ehemaligen Domizil und Atelier, der Villa Tübke in der Leipziger Springerstraße 5. Das ehemalige Atelier ist seit 2024 im Zuge der Neueröffnung des Museum Tübke Atelier wieder der Öffentlichkeit zugänglich. Tübke wurde auf dem Leipziger Südfriedhof beigesetzt. Im Mai 2006 wurde die Tübke Stiftung Leipzig ins Leben gerufen.

## Stil
Sein Stil entsprach nicht, wie manchmal angenommen, dem sozialistischen Realismus, sondern einem magischen Realismus mit surrealen Zügen. Als seine künstlerischen Vorbilder betrachtete er Lucas Cranach und Albrecht Dürer. Tübkes Malstil zeichnete sich durch manieristische Verzerrung und die oftmals altertümlich gekleideten Figuren aus. Neben dem Bauernkriegspanorama ist das Gemälde Tod in Venedig eines seiner bekanntesten Werke.

## Werk

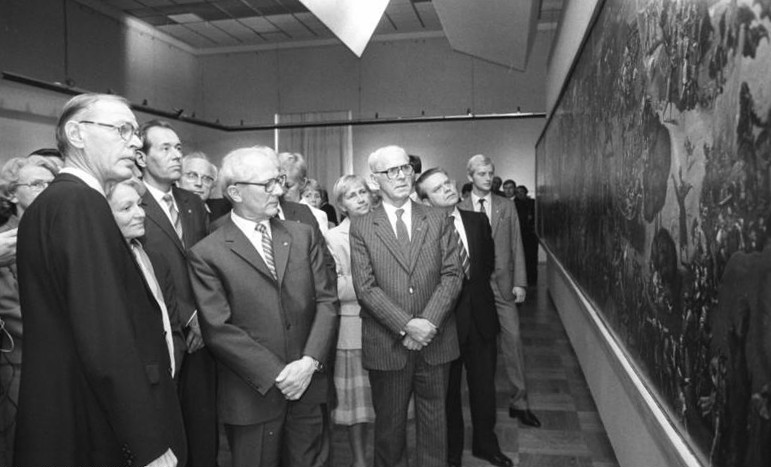
Tübke (links) erläutert 1982 im Albertinum die 1:10-Version des Bauernkriegspanoramas Mitgliedern des Politbüros

1976 wurde Werner Tübke vom Kulturministerium der DDR mit einem der größten Kunstprojekte des 20. Jahrhunderts beauftragt. Zu Ehren von Thomas Müntzer und in Erinnerung an die Schlacht bei Frankenhausen sollte unter seiner Leitung ein monumentales Panoramagemälde für eine Gedenkstätte auf dem Schlachtberg bei Bad Frankenhausen entstehen. Dort wurden Müntzers letzte Mitstreiter endgültig von einem Adels- und Landsknechtsheer niedergeschlagen, und dort sollte auch an das Vermächtnis der Aufständischen erinnert werden. Allerdings konnte er seine Vorstellungen gegen den Auftraggeber durchsetzen. Er schuf kein herkömmliches Schlachtengemälde, sondern einen historisch-philosophischen Bilderreigen für eine ganze Epoche.
Von 1976 an ließ sich Tübke von seiner Hochschultätigkeit beurlauben. Er studierte bis 1978 Renaissancegemälde, machte Skizzen sowie kleinere Bilder und fertigte 1979 eine 1:10-Modellfassung an, die ihm als Projektion für das Rundbild diente. Die Arbeiten von Tübke und seinen Helfern an dem Monumentalgemälde erstreckten sich über acht Jahre. Tübke stand täglich zehn Stunden auf den Gerüsten. 1987 war das Panoramagemälde mit mehr als 3000 Figuren fertig und der Maler erschöpft, ein Selbstporträt ist im Bild als Harlekin enthalten.
Der westdeutsche Kunsthistoriker Eduard Beaucamp interpretierte das 14 Meter × 123 Meter große Rundbild mit dem Titel „Frühbürgerliche Revolution in Deutschland“ als „historische Parabel menschlicher Irrungen und Wirrungen“. Das Werk transzendiere die historische Wirklichkeit des Bauernkrieges „in die Zeitlosigkeit der apokalyptischen Entstehung der Welt oder deren Untergang“. Über die Lebenserfahrungen des Künstlers hinaus werde das Werk so zum Spiegel einer von Utopien enttäuschten Übergangszeit.
Aus Anlass seines 80. Geburtstages veranstaltete das Leipziger Museum der bildenden Künste 2009 eine Retrospektive mit etwa 90 Gemälden. Die Ausstellung wurde anschließend im Kunstforum der Berliner Volksbank, der Stiftung Kunstforum der Berliner Volksbank gezeigt.
In einer Podiumsdiskussion mit Rudolf Hiller von Gaertringen, Eduard Beaucamp, Michael Triegel und Lutz Hahn wurde im Dezember 2019 anlässlich seines 90. Geburtstages in der Universität Leipzig an sein Wandbild Arbeiterklasse und Intelligenz erinnert. Das Tübke-Gemälde befindet sich im Hörsaal-Gebäude und ist für die Geschichte der Universität Leipzig von Bedeutung.
Im Jahr 2023 erhielt das Städel Museum aus der Sammlung von Barbara und Eduard Beaucamp ein Konvolut von 46 Zeichnungen und Aquarellen Tübkes, die 2025 in der Sonderausstellung „Werner Tübke. Metamorphosen“ präsentiert wurden. Damit zählt das Städel heute zu den wichtigsten musealen Einrichtungen zur Erforschung und Präsentation von Tübkes Werk.

## Museen und öffentliche Sammlungen mit Werken Tübkes
- Panorama Museum, Bad Frankenhausen
- Neue Nationalgalerie Berlin[15]
- Kupferstichkabinett Berlin[15]
- Deutsches Historisches Museum, Berlin
- Stiftung Kunstforum der Berliner Volksbank
- St.-Salvatoris-Kirche (Zellerfeld), Clausthal-Zellerfeld
- Kunstsammlungen am Theaterplatz, Chemnitz[16]
- Kunstsammlung der Wismut GmbH
- Galerie Neue Meister, Dresden[17]
- Kupferstichkabinett Dresden[17]
- Museum für aktuelle Kunst – Sammlung Hurrle Durbach
- Städel Museum, Frankfurt am Main
- Brandenburgisches Landesmuseum für moderne Kunst (vormals Museum Junge Kunst), Frankfurt/Oder
- Stiftung Moritzburg, Halle/Saale
- Hamburger Kunsthalle
- Museum Ludwig, Köln

- Kunsthalle der Sparkasse Leipzig[19]

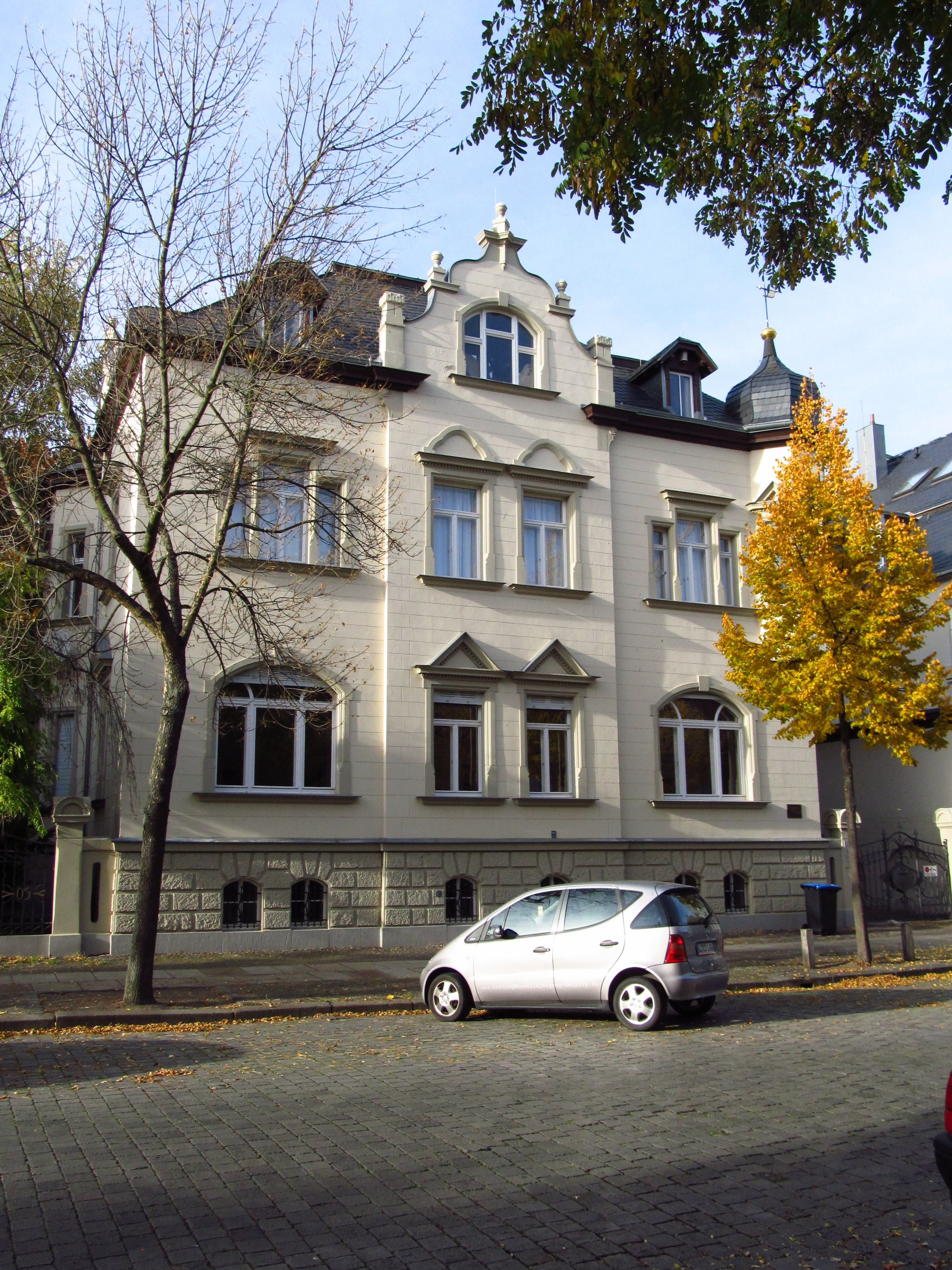
Villa Tübke in Leipzig-Gohlis, Tübke-Stiftung und -Museum. Hier lebte und arbeitete Werner Tübke von 1977 bis 2004.

- Museum der bildenden Künste, Leipzig
- Tübke Stiftung, Leipzig
- Kustodie/Kunstsammlung der Universität Leipzig
- Germanisches Nationalmuseum, Nürnberg[20]
- Ludwig Galerie Schloss Oberhausen, Oberhausen
- Ludwig Museum für Internationale Kunst, Peking
- Sammlung Hasso Plattner, Potsdam
- Kulturhistorisches Museum Rostock
- Museum Ludwig im Russischen Museum, St. Petersburg
- Nationalmuseum Brno/Tschechien | Klassik Stiftung Weimar
- Museum Moderner Kunst, Wien
- Museum am Dom, Würzburg

### Werke in Kirchen und Museen
Der 4,2 × 4 m große Flügelaltar von 1997 in der St.-Salvatoris-Kirche in Clausthal-Zellerfeld machte Tübke auch im Westen von Deutschland bekannter. Auf der Mitteltafel ist die Kreuzigung Christi zu sehen, links davon Maria mit dem Kind und rechts die Auferstehung Christi. Die unteren Tafeln zeigen in der Mitte die Grablegung eingerahmt von zwei Engeln, links ein kniender und aufschauender Engel im Licht und rechts der sich krümmende Todesengel des Letzten Gerichts. Die Flügeltüren des Altars werden in der Passions- und Adventszeit geschlossen, sodass der Betrachter dann auf das Paradiesgärtlein und eine Abendmahlsszene blickt.
In Würzburg werden im kirchlichen Museum am Dom zwei Werke von Tübke ausgestellt: „Vorfassung mit Kogge“ von 1978 (u. a. mit einer Kreuzigungsszene) in Mischtechnik auf Holz sowie „Mahnung“ von 1966 in Tempera auf Leinwand.

### Werkverzeichnis
Tübke, Brigitte (Bearb.): Werner Tübke. Das Graphische Werke 1950–1990. Band II: Das Graphische Werk 1991–2002. Düsseldorf, Edition GS [Günter Söhn] 1991/ 2002. – Lt. Druckvermerk wurden von Band I 1.200 (davon 200 Vorzugsexemplare) gedruckt, von Band II 400 (davon 100 Vorzugsexemplare) hergestellt.
Das Werkverzeichnis Tübkes umfasst (Stand: Juni 2007) mehrere tausend Zeichnungen, mehr als 500 Aquarelle und 353 Gemälde.

## Veröffentlichungen
- Methodisches Handbuch. Mitteldeutscher Verlag, 1954.
- Reformation, Revolution. Panorama Frankenhausen. Monumentalbild. Verlag der Kunst, Dresden 1988, ISBN 3-364-00043-3.
- Ich fange mit dem Himmel an. Aquarelle und Texte. Büchergilde Gutenberg, Frankfurt 1991, ISBN 3-7632-3974-X
- Handzeichnungen und Aquarelle. Seemann Nachfolger Verlag, Leipzig 1992.
- Das malerische Werk, Verzeichnis der Gemälde 1976 bis 1999. Husum 1999, ISBN 90-5705-136-2.
- Aquarelle. Philo Verlagsgesellschaft, 2004, ISBN 3-364-00405-6.
- Meisterblätter. Prestel Verlag, München 2004, ISBN 3-7913-3188-4.
- Skizzenbuch 1952. Plöttner Verlag, Leipzig 2010, ISBN 978-3-938442-85-2.
- Wer bin ich? – Briefe an einen Freund, Hrsg.: Matthias Bornmuth, Annika Michalski. Wallstein Verlag, 2021, ISBN 978-3-8353-3926-2.

## Ehrungen

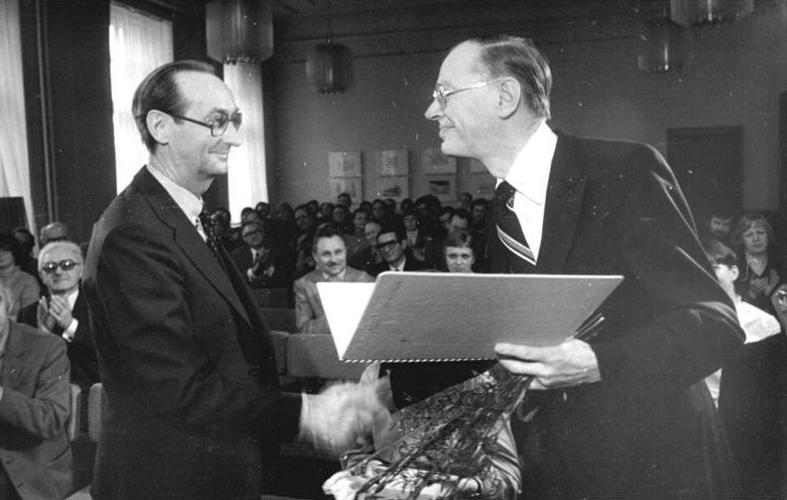
Käthe-Kollwitz-Preis, 1980, verliehen von Werner Klemke

- 1971: Kunstpreis der Stadt Leipzig
- 1974: Nationalpreis der DDR II. Klasse für Kunst und Literatur
- 1980: Käthe-Kollwitz-Preis
- 1982 und 1987: Nationalpreis der DDR I. Klasse für Kunst und Literatur
- 1983:Kunstpreis des FDGB
- 1983:Mitglied der Akademie der Künste der DDR
- 1985: Ehrendoktorwürde der Karl-Marx-Universität zu Leipzig.
- 1987: Nationalpreis der DDR für Kunst und Literatur I. Klasse
- 1989: Karl-Marx-Orden
- 2004: Ehrenmedaille der Stadt Leipzig
- 2011: Straßenbenennung Tübkebogen, einer neuen Straße im Leipziger Ortsteil Probstheida.[24]

## Einzelausstellungen seit der deutschen Wiedervereinigung
- 1994: Werner Tübke – Aquarelle, Zeichnungen, Galerie Hotel Leipziger Hof
- 2004: Werner Tübke – Meisterblätter. Stiftung Schleswig-Holsteinische Landesmuseen, Schloss Gottorf.[25]
- 2006: Werner Tübke. Gemälde und Zeichnungen. Villa Wessel in Iserlohn.[26]
- 2009: Tübke. Die Retrospektive zum 80. Geburtstag. Museum der bildenden Künste Leipzig.[27]
- 2011: Werner Tübke. Die Skizzenbücher. Universitätsbibliothek Leipzig.[28]
- 2024: Tübke und Italien. Museum der bildenden Künste Leipzig.[29]
- 2025: Werner Tübke. Metamorphosen. Städel Museum, Frankfurt am Main.

## Filmografie
- 1980: Leipzig/Springerstrasse. Werner Tübke. Dokumentarfilm, BR Deutschland, 45 Min., Buch und Regie: Klaus Peter Dencker, Produktion: Saarländischer Rundfunk.
- 1987: Tübkes theatrum mundi. Dokumentarfilm, DDR, 60 Min., Produktion: DEFA. Text: Günter Meißner
– im Museumsladen (Memento vom 30. Oktober 2004 im Internet Archive) erhältlich; dokumentiert die Entstehungszeit von Museum und Bauernkriegspanorama mit einer einführenden Bildinterpretation.
- 1988: Schlacht am Bild. Dokumentarfilm, DDR, 20 Min., Regie: Ted Tetzke, Produktion: DEFA
– im Museumsladen erhältlich; Dokumentation der Entstehung des Monumentalbildes mit Interviewpassagen von Werner Tübke.
- 1991: Werner Tübke. Vom Abenteuer der Bildfindung. Dokumentation, Deutschland, 53 Min., Regie: Reiner E. Moritz, Produktion: RM Arts, Arthaus Musik GmbH 2009, ISBN 978-3-939873-36-5.
- 1999: Der Maler Werner Tübke. Bilderwelten eines großen Meisters. Fernseh-Reportage, Deutschland, 30 Min., Regie: Bernd C. Langnickel, Produktion: Format Film, Zweitausstrahlung: 3sat, 25. Februar 2002.
- 2002: Zeugen des Jahrhunderts. Werner Tübke im Gespräch mit Anne Linsel, Erstausstrahlung: 3. November 2002, Produktion: ZDF.
- 2004: 1000 Meisterwerke. Werner Tübke: Lebenserinnerungen des Dr. jur. Schulze (III) (1965). 10 Min., Bildinterpretation, Erstausstrahlung: 29. Oktober 2004, Produktion: Bayerischer Rundfunk.
- 2012: Tübkes Welttheater – 25 Jahre Bauernkriegspanorama. Dokumentarfilm, Deutschland, 29:30 Min., Buch und Regie: Daniel Baumbach, Produktion: MDR, Erstausstrahlung: 16. Oktober 2012 beim MDR, Inhaltsangabe vom MDR, (Memento vom 19. Oktober 2012 im Internet Archive).
- 2017: Bauernkriegspanorama Bad Frankenhausen – Das Jahrhundertwerk des Werner Tübke. Dokumentarfilm, Deutschland, 29:26 Min., Buch und Regie: Daniel Baumbach, Produktion: MDR, Reihe: Der Osten – Entdecke wo du lebst, Erstausstrahlung: 7. März 2017 im MDR Fernsehen, Inhaltsangabe vom MDR, online-Video.
- 2017: Tübkes Tagebücher: Ein großer Maler beim Nachdenken über sich selbst. Fernseh-Reportage, Deutschland, 2017, 6:24 Min., Buch und Regie: Meinhard Michael, Produktion: MDR, Redaktion: ttt – titel, thesen, temperamente, Erstsendung: 22. Oktober 2017 bei Das Erste, Inhaltsangabe von ARD, online-Video aufrufbar bis 23. Oktober 2018.